# Papežská rada pro rodinu
Papežská rada pro rodinu (lat.: Pontificium Consilium pro Familia) byla zřízena Janem Pavlem II. 9. května 1981 z motu proprio Familia a Deo Instituta. Nahradila Papežský výbor pro rodinu, který vznikl v roce 1973.
Rada koordinuje a poddporuje pastorační aktivity pro rodiny, a ochraňuje práva rodin v dialogu se státními orgány.
Papež František ji k 1. září 2016 spojil s Papežskou radou pro laiky a vytvořil tak Dikasterium pro laiky, rodinu a život .

## Předsedové
- Výbor pro rodinu:
  - 1973–1976: Maurice Roy
  - 1976–1981: Opilio Rossi

- Rada pro rodinu:
  - 1981000000: Opilio Rossi
  - 1981–1983: James Robert Knox
  - 1983–1990: Edouard Gagnon
  - 1990–2008: Alfonso López Trujillo
  - 2008–2012: Ennio Antonelli
  - 2012-2016: Vincenzo Paglia